# Chocolate orgânico

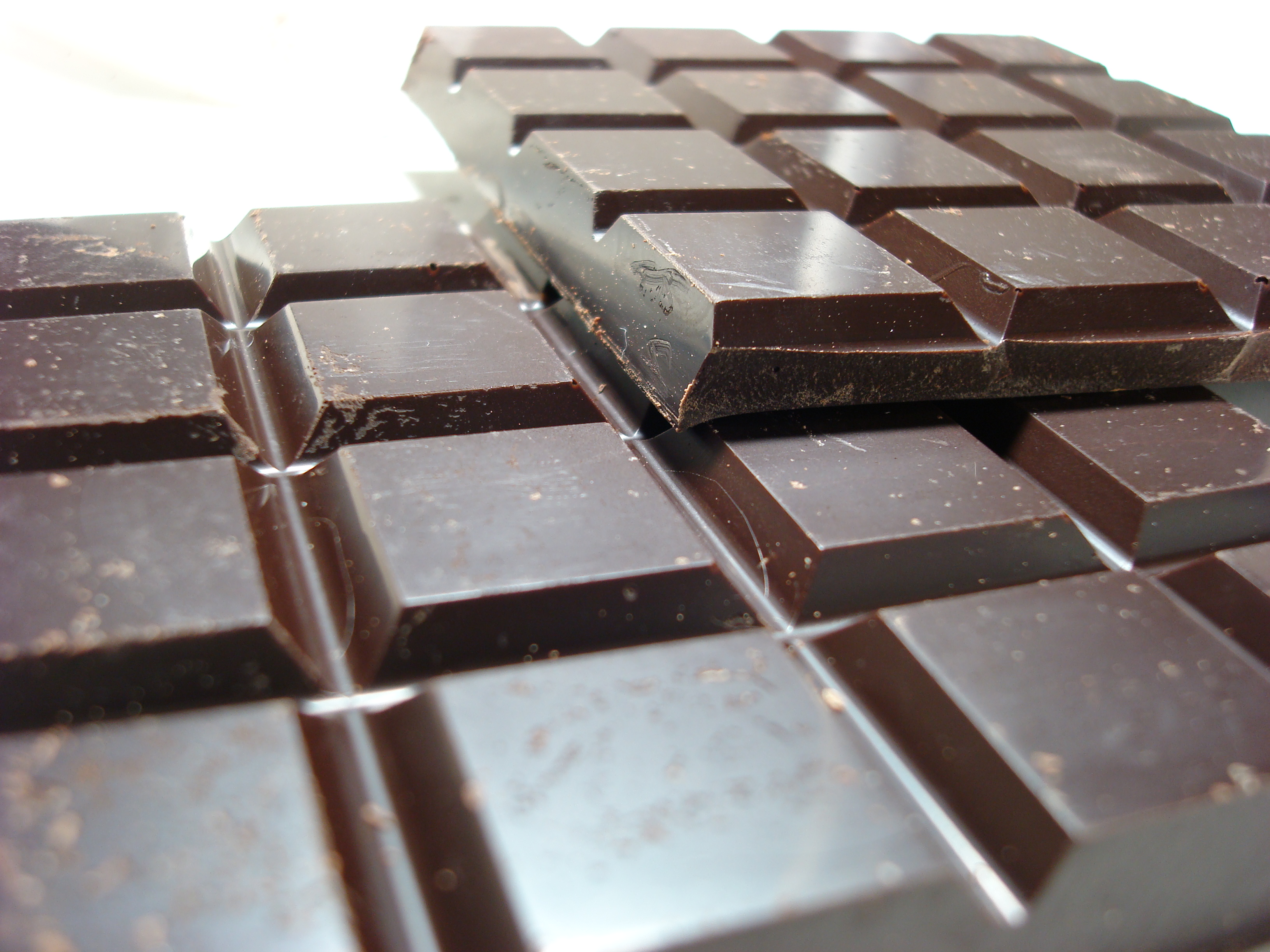
Chocolate amargo biológico com 72% de cacau.

O chocolate orgânico, ou chocolate biológico, é o chocolate que foi certificado como orgânico. Em 2016, era um setor em crescimento na indústria global de chocolate. O chocolate orgânico é um produto socialmente desejável para alguns consumidores. Grandes marcas, como a The Hershey Company, começaram a produzir chocolate orgânico.

## Processo de produção
A fabricante de chocolate Theo Chocolate, sediada em Seattle, foi uma das primeiras empresas a receber "certificação de comércio justo" e a produzir chocolate orgânico. Em 2006, a Theo Chocolate iniciou a sua produção de chocolate orgânico. Não havia diretrizes sólidas para a fabricação de chocolate na época e eles tiveram que obter o processo e os ingredientes nas medidas corretas. O principal ingrediente do chocolate, o cacau, é encontrado perto do Equador e a maior parte dele é cultivada na África Ocidental ou na América do Sul. O cacau biológico, principal ingrediente do chocolate orgânico, é enviado para a fábrica de chocolate, onde chega em sacos de serapilheira. Os grãos de cacau são então cuidadosamente limpos e os objetos estranhos são removidos até que restem apenas os grãos. O fabricante garante que todos os ingredientes orgânicos sejam usados para garantir que o produto final seja verdadeiramente orgânico.